# Eesti Fonogrammitootjate Ühing
La Eesti Fonogrammitootjate Ühing (EFÜ) è un'organizzazione facente parte dell'International Federation of the Phonographic Industry in rappresentanza dell'industria musicale dell'Estonia.
L'associazione si è occupata di stilare e pubblicare a cadenza settimanale attraverso il settimanale Eesti Ekspress la Eesti Tipp-40, la classifica ufficiale del mercato nazionale, e di organizzare annualmente gli Eesti Muusikaauhinnad, il principale riconoscimento musicale estone.